# Historisches Museum Regensburg

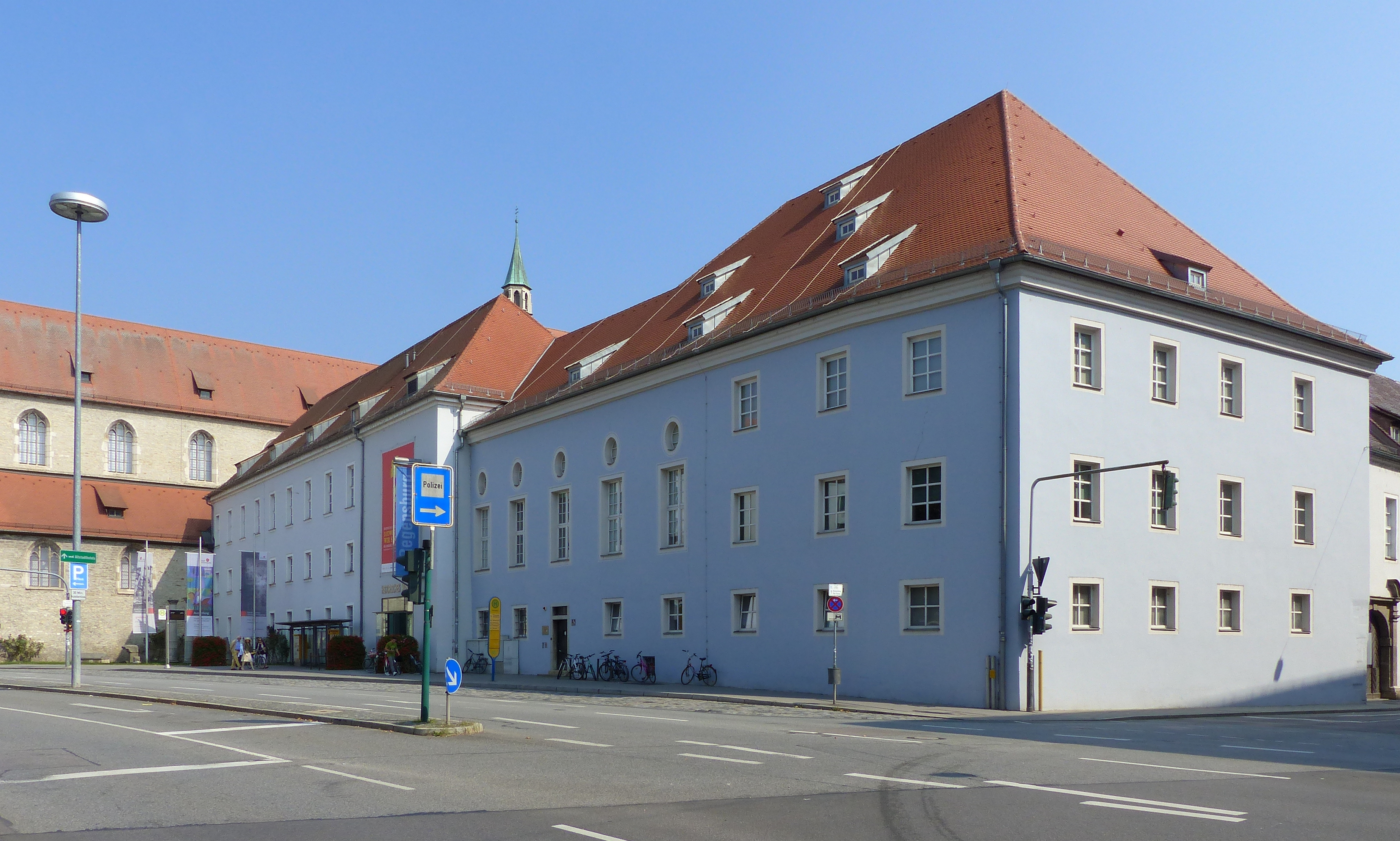
Gesamtkomplex des Historischen Museums

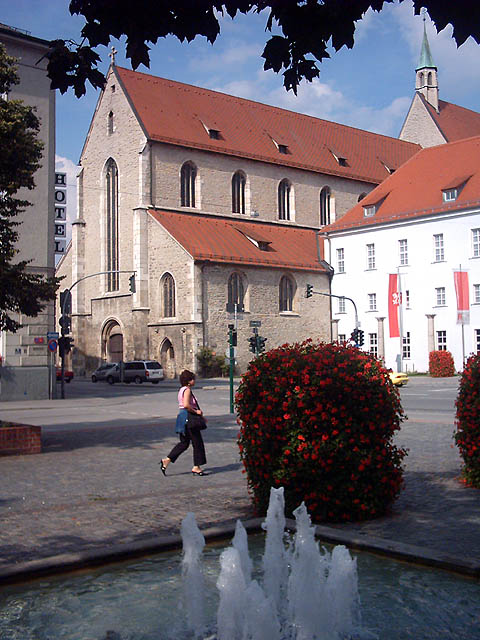
Die Minoritenkirche, Teil des Historischen Museums (rechts)

Das Historische Museum in Regensburg am Dachauplatz zeigt Geschichte, Kunst und Kultur von Regensburg und Ostbayern von der Steinzeit bis heute. Das 1931 gegründete, aber erst nach dem Zweiten Weltkrieg 1949 von Direktor Walter Boll eröffnete Museum befindet sich im ehemaligen Minoritenkloster St. Salvator.
Im Erdgeschoss befindet sich eine archäologische Sammlung, die anhand von Fundstücken die Regensburger Geschichte und der Oberpfalz in Vorgeschichte, Römerzeit und Frühmittelalter dokumentiert.
Das Museum beherbergt im ersten Obergeschoss die Abteilungen für Stadtgeschichte und Volkskunde, darunter ein Modell Regensburgs um 1700 im Maßstab 1:4000 von 1930 und weitere Modelle und Karten, Gemälde mit Ansichten der Stadt und Umgebung von Leo von Klenze und von Josef Ostermayr, Darstellung der Geschichte der Kirche, Zünfte, Wirtschaft und Wohnkultur der Stadt, Sammlungen von Möbeln, Trachten, Votivtafeln und Hinterglasmalerei aus dem ostbayerischen Raum.
Das zweite Obergeschoss zeigt mittelalterliche Christliche Kunst und Wandteppiche sowie Werke Albrecht Altdorfers und der Donauschule sowie eine Sammlung von Kunsthandwerk aus der Region (unter anderem Glaskunst, Bildschnitzerei und Keramik).
Sehenswert ist auch der Kreuzgang mit spätgotischem Klosterbrunnen sowie zwei der Kirche vorgelagerte gotische Räume, die bedeutende mittelalterliche Plastiken beherbergen.

## Außenstellen
- Angegliedert an das Historische Museum ist eine Sammlung moderner Kunst aus Ostbayern (Schwerpunkt Willi Ulfig, Josef Achmann, Xaver Fuhr, Otto Baumann), die im nahegelegenen ehemaligen städtischen Speichergebäude „Leerer Beutel“ präsentiert wird.
- Am Kornweg 24 befindet sich die Römische Brauerei mit Funden aus der ersten Hälfte des dritten Jahrhunderts. Die Ausstattung der Anlage mit Brunnen, einem großen Becken, einer Darre mit Feuerungsgrube und einer Kochstelle enthält alles, „... was der antike Bierbrauer in der ersten Hälfte des dritten Jahrhunderts brauchte.“[2]

Abbildungen
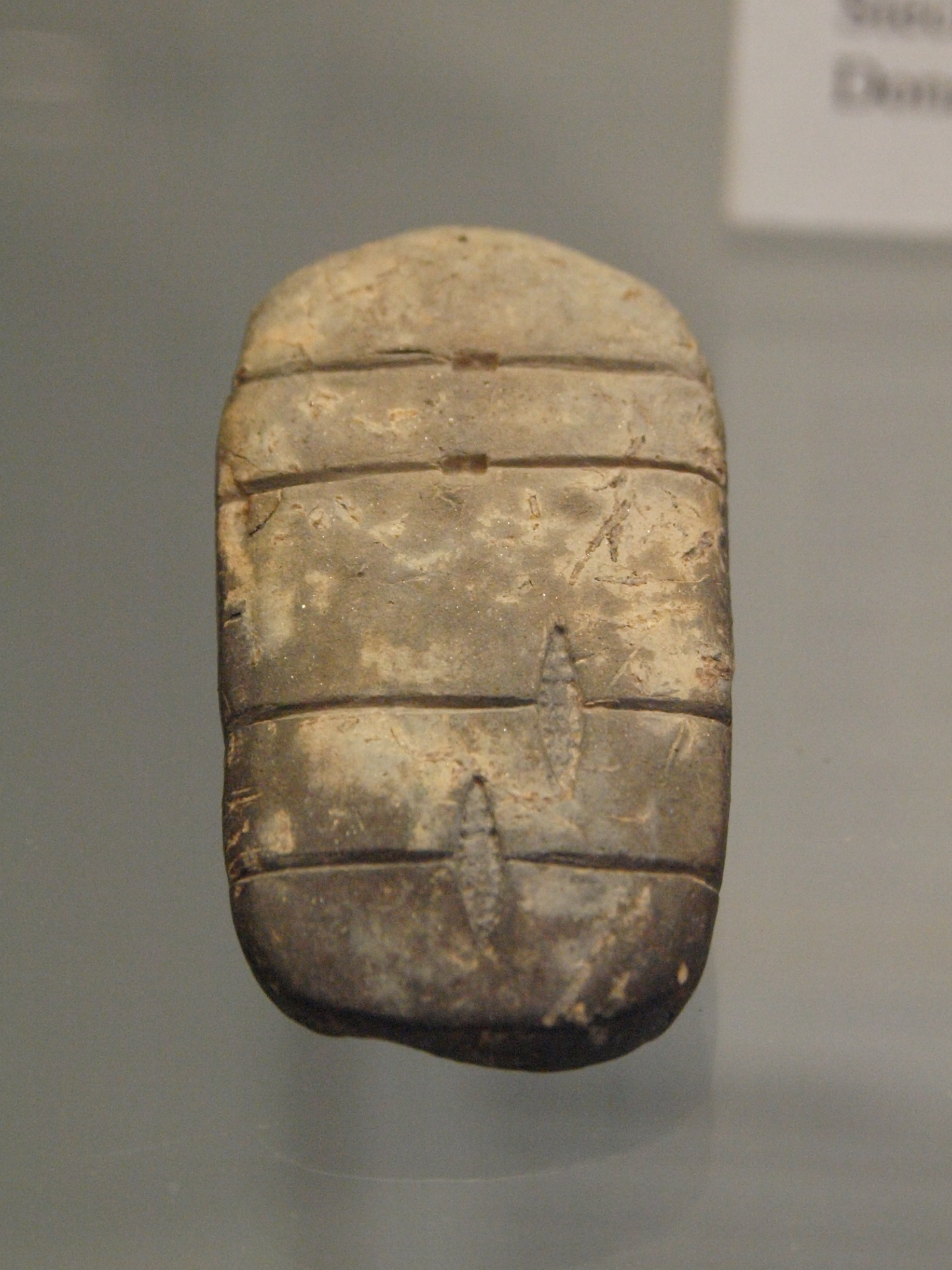
Bronzezeitliches Brotlaibidol
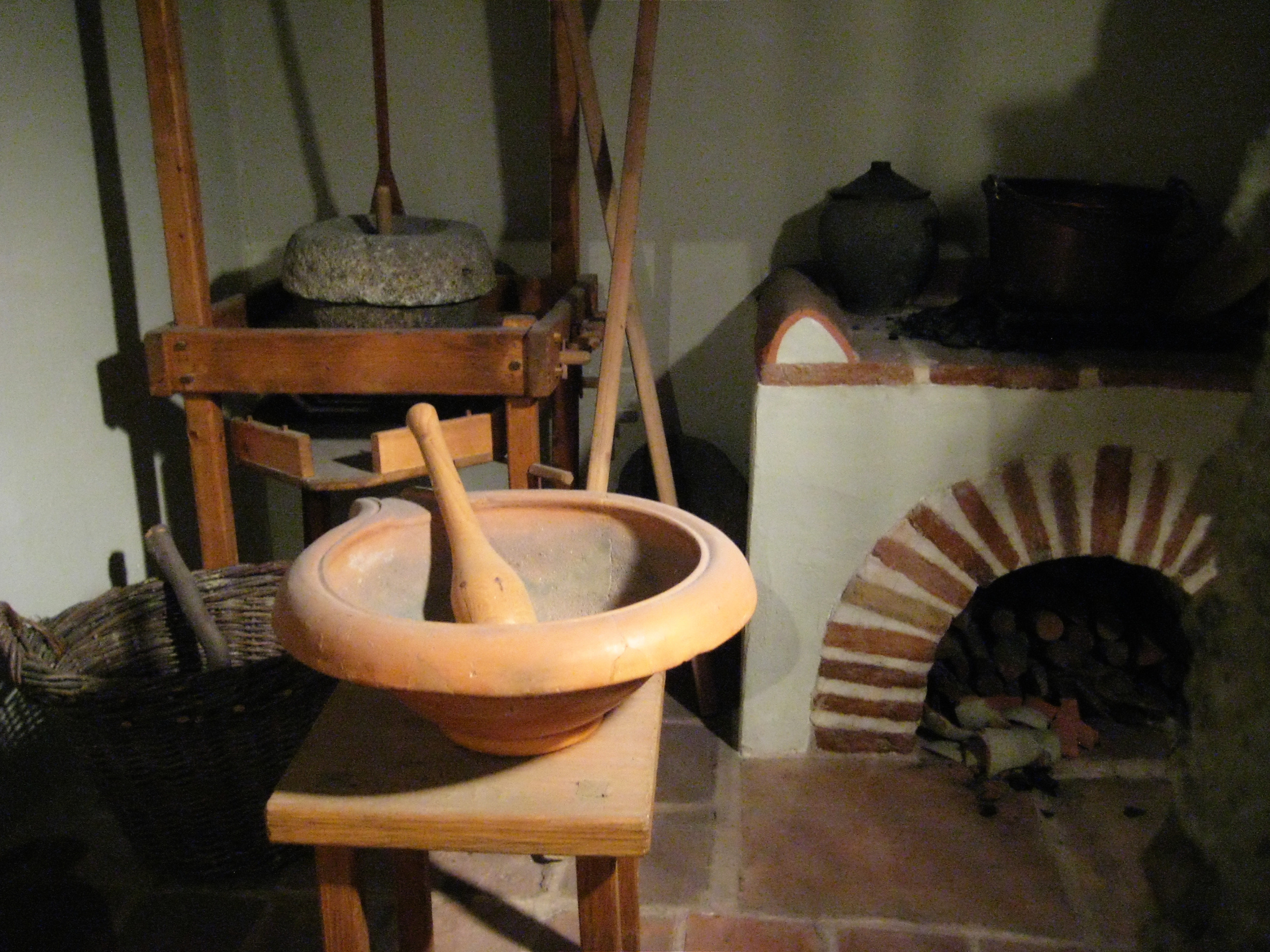
Rekonstruktion einer römischen Küche
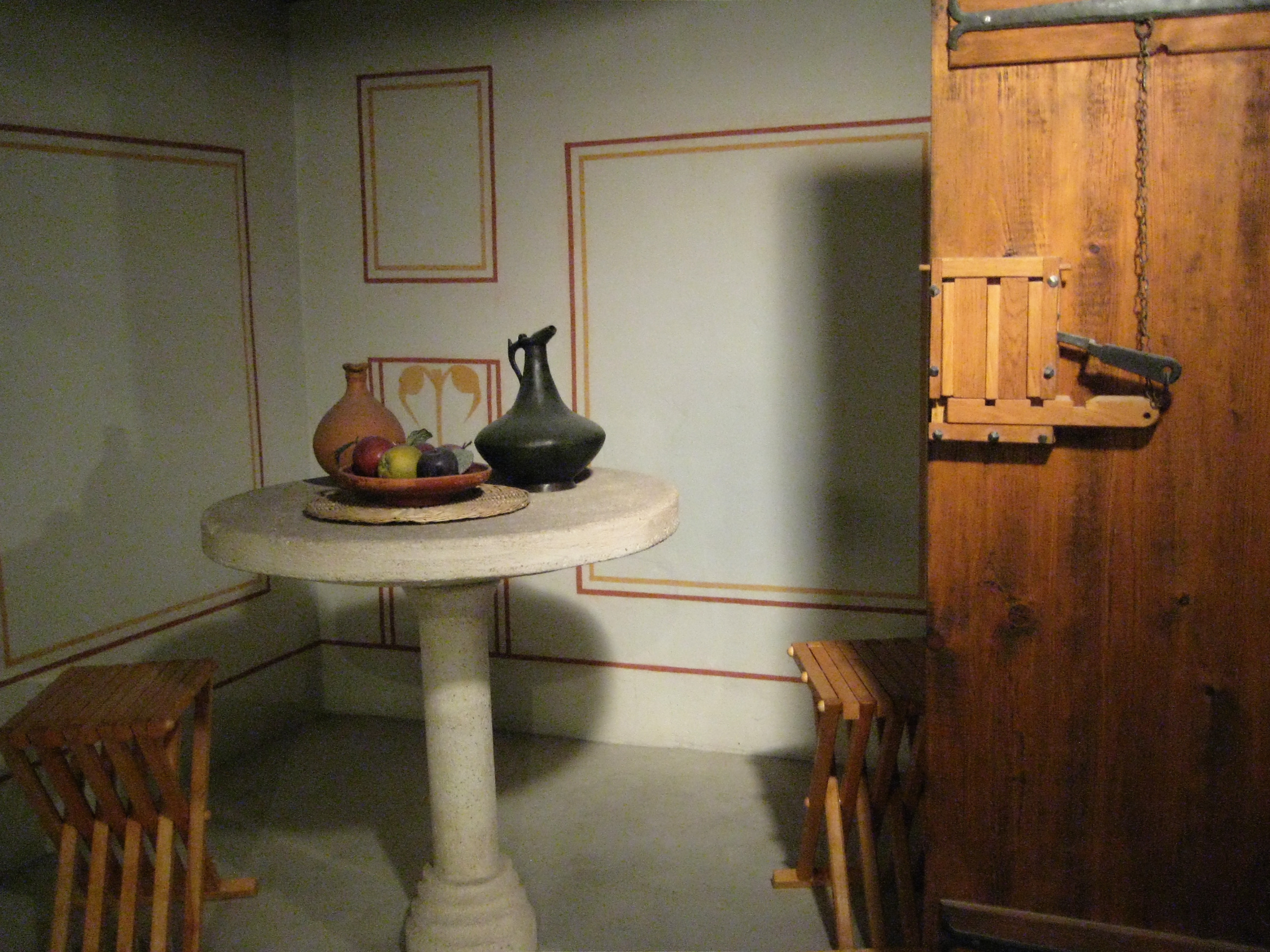
Rekonstruktion eines römischen Wohnraums
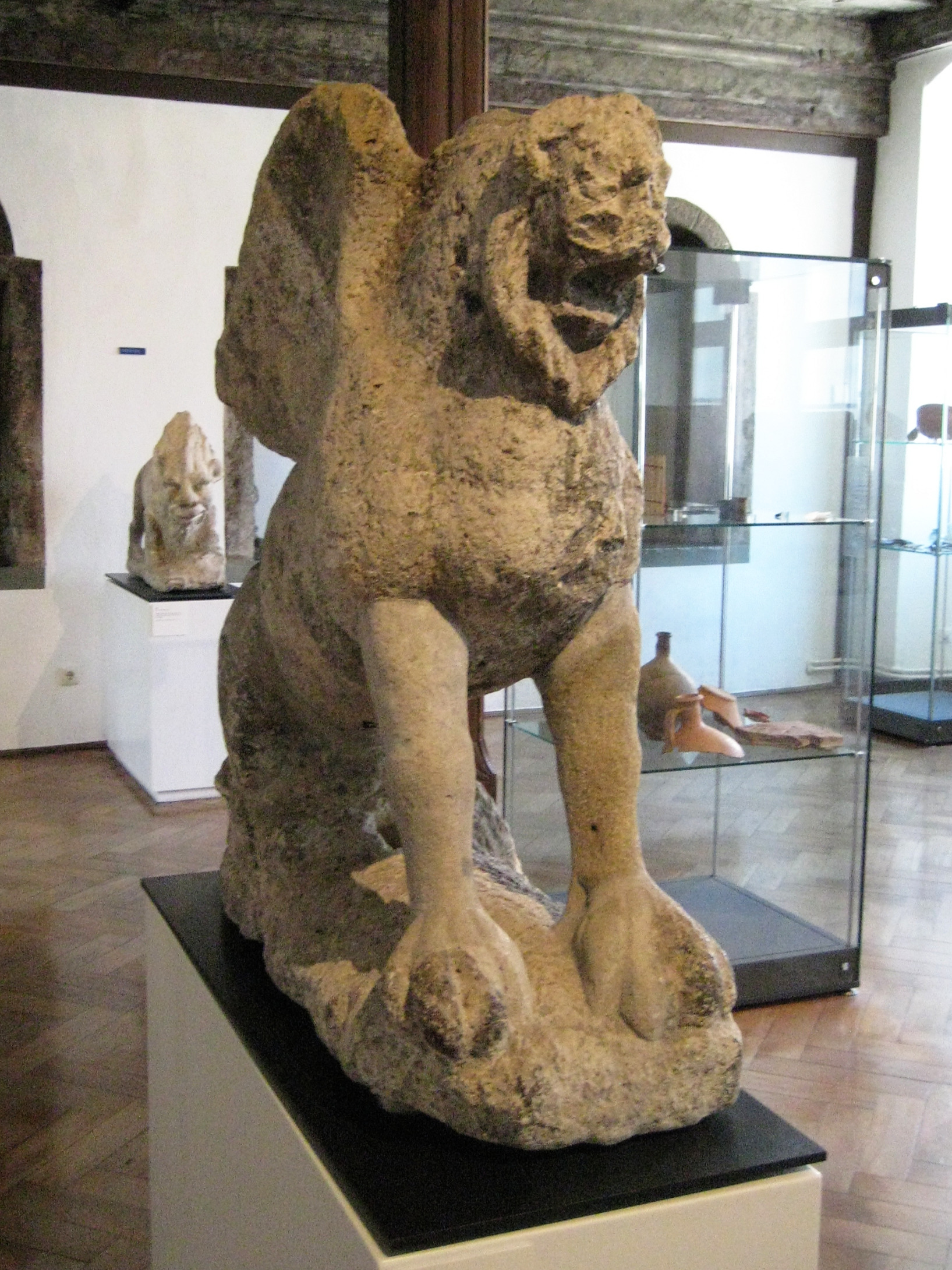
Löwengreif
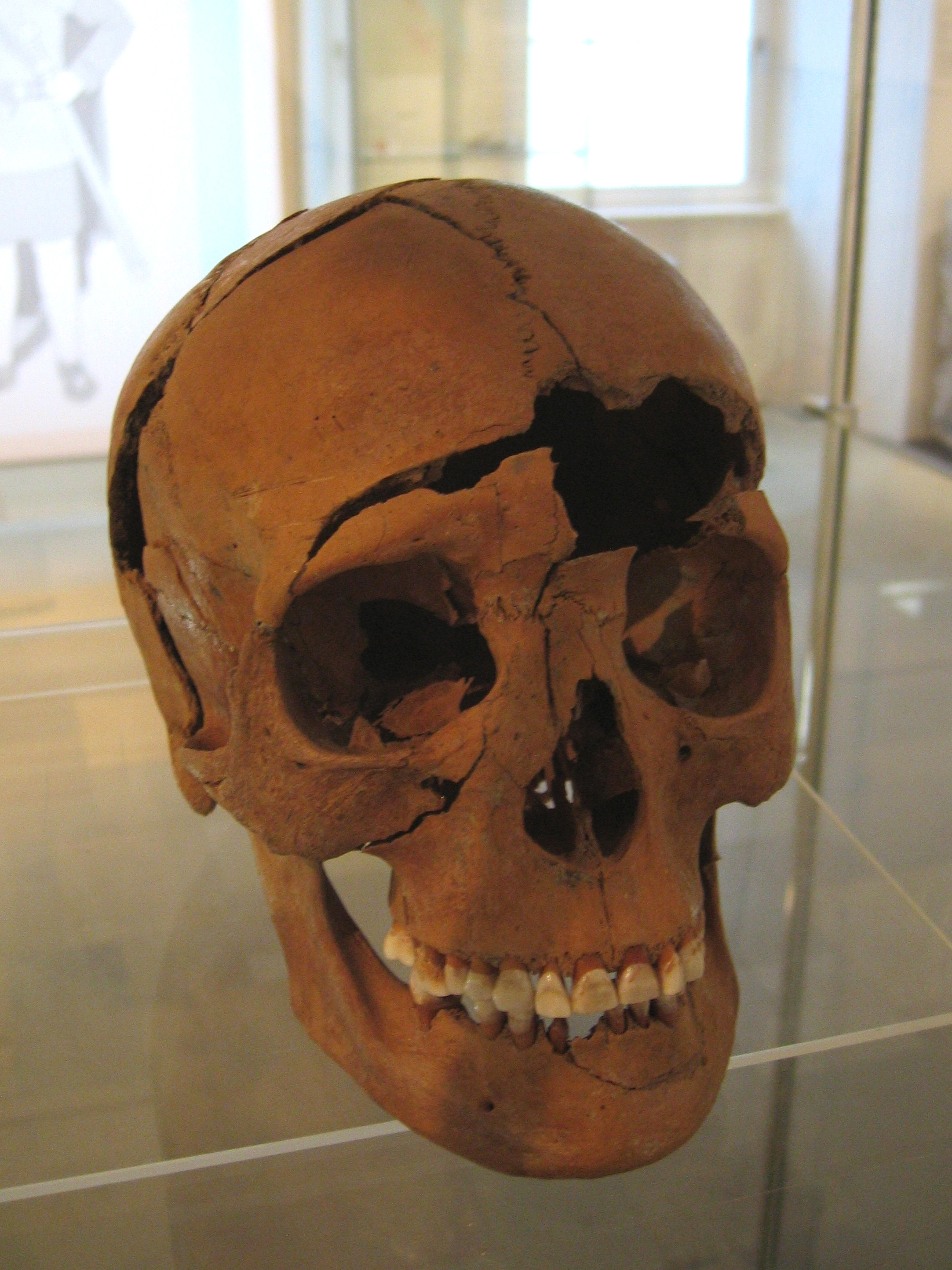
Schädel einer im 3. Jahrhundert enthaupteten Frau
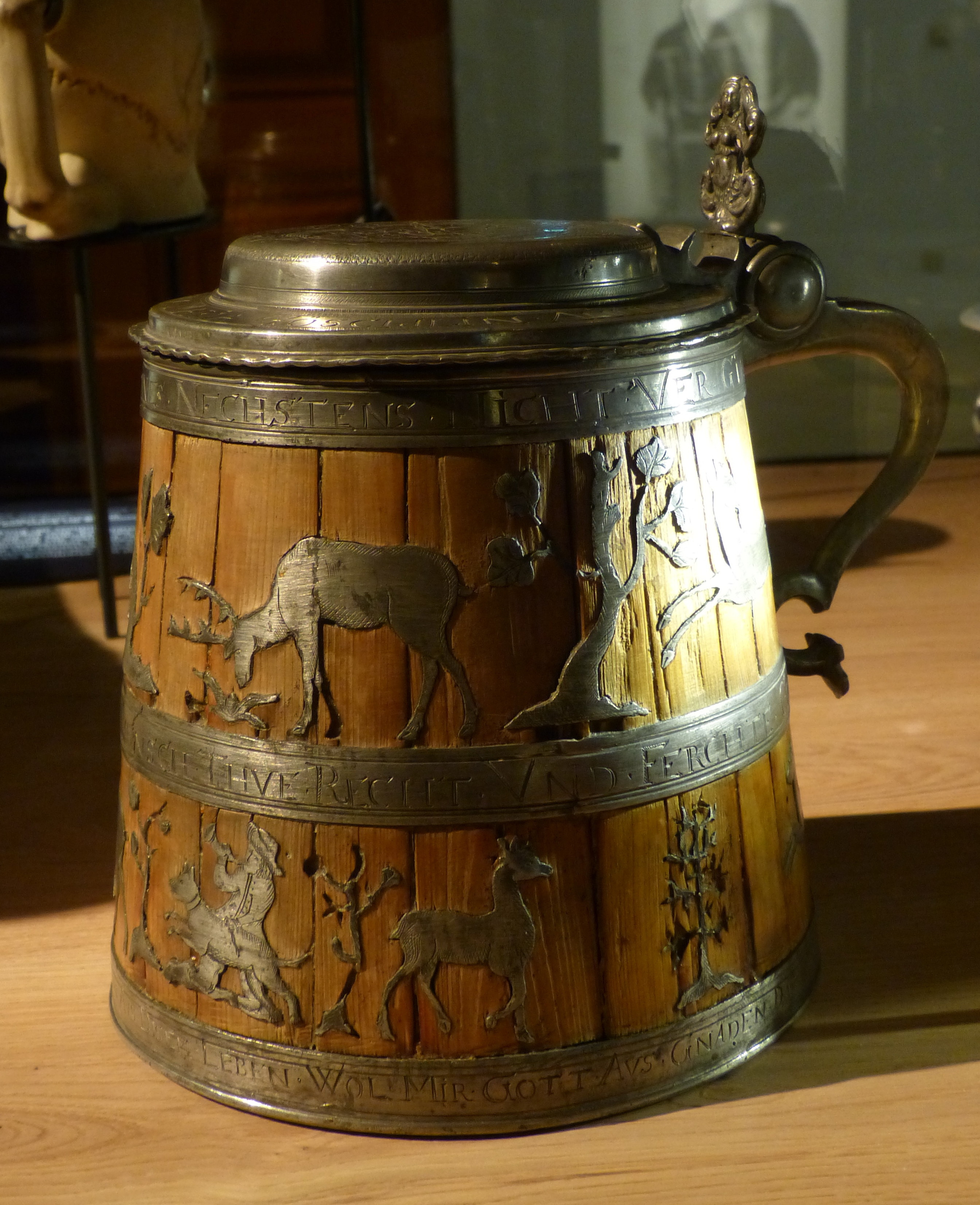
Holzdaubenkrug (1683)

## Bestandskataloge
- Gläser. Antike, Mittelalter, Neuere Zeit. Katalog der Glassammlung, Sammlung Brauser (Schätze der Glaskunst), hrsg. v. Museum der Stadt Regensburg, Corona, Karlsruhe 1977
- Hans Dachs: Ferne Länder. Bildberichte und Phantasiebilder. Kommentar zu einer Sammlung der Museen der Stadt Regensburg (Regensburger Studien und Quellen zur Kulturgeschichte, Bd. 11), Universitätsverlag, Regensburg 2001, ISBN 978-3-930480-53-1
- Michael Wackerbauer: Die Musikinstrumente im Historischen Museum der Stadt Regensburg. (Regensburger Studien und Quellen zur Kulturgeschichte, Bd. 18), Universitätsverlag, Regensburg 2009, ISBN 978-3-86845-029-3
- Luxuspapier, Buntpapier und Ephemera. Die Sammlung Helmut und Dr. Juliane Färber im Historischen Museum der Stadt Regensburg, hrsg. v. Wolfgang Neiser (Regensburger Studien und Quellen zur Kulturgeschichte, Bd. 21), Universitätsverlag, Regensburg 2015, ISBN 978-3-86845-120-7
- Karin Geiger, Sabine Tausch (Hrsg.): Rudolf Maison (1854–1904). Regensburg – München – Berlin. Begleitband zur Ausstellung „Rudolf Maison – Bildhauer für König, Kaiser und andere kunstliebende Laien“. Im Historischen Museum der Stadt Regensburg, vom 18. September 2016 bis zum 2. April 2017 (= Regensburger Studien und Quellen zur Kunstgeschichte, Band 22). Regensburg 2016, ISBN 978-3-86845-138-2.